# Höfen
För andra betydelser, se Höfen (olika betydelser).
Höfen är en ort i kommunen Stocken-Höfen  i kantonen Bern, Schweiz
Höfen var tidigare en självständig kommun. Den 1 januari 2014 bildades kommunen Stocken-Höfen genom en sammanslagning av kommunerna Höfen, Niederstocken och Oberstocken.